# Zootrophion
Zootrophion es un género que tiene asignada 15 especies de orquídeas, de la tribu Epidendreae perteneciente a la familia (Orchidaceae). 

## Hábitat
Se encuentran en los bosques húmedos tropicales de Centroamérica, Sudamérica y Jamaica.

## Descripción
Son plantas epífitas que no tienen psuedobulbo, pero tienen un muy bien desarrollado tallo erecto o ramicaul, que se eleva de un corto o largo (más raro) rizoma. La inflorescencia se eleva desde cerca del ápice del tallo con un anillo. Las flores asemejan la cabeza de un animal. El pequeño labio está oculto a los pies de la columna, que es alargada y dentada con dos polinias.

## Especies deZootrophion
| - Zootrophion alvaroi (Garay) Luer (2004) - Zootrophion argus (Kraenzl.) Luer (2004) - Zootrophion atropurpureum (Lindl.) Luer (1982) - Zootrophion beloglottis (Schltr.) Luer (2004) - Zootrophion dayanum (Rchb.f.) Luer (1982) - Zootrophion dodsonii (Luer) Luer (1982) - Zootrophion endresianum (Kraenzl.) Luer (1982) - Zootrophion erlangense Roeth & Rysy (2007) - Zootrophion gracilentum (Rchb.f.) Luer (1982) - Zootrophion griffin Luer (1982) - Zootrophion hirtzii Luer (1984) | - Zootrophion hypodiscus (Rchb.f.) Luer (1982) - Zootrophion lappaceum Luer & R. Escobar (2004) - Zootrophion leonii D.E. Benn. & Christenson (2001) - Zootrophion niveum Luer & Hirtz (2004) - Zootrophion oblongifolium (Rolfe) Luer (1982) - Zootrophion serpentinum Luer (1984) - Zootrophion trivalve (Luer & R. Escobar) Luer (1982) - Zootrophion vasquezii Luer (2004) - Zootrophion vulturiceps (Luer) Luer (1982) - Zootrophion williamsii Luer (2002) |